# アレテ
フランス法におけるアレテ（arrêté）は、一般的または個別的効力のある執行的決定（décision exécutoire）であって、1または複数の大臣（大臣アレテまたは共同大臣アレテ）またはその他の行政庁（知事アレテ、市町村アレテなど）が発するものをいう。

## 歴史
「アレテ」という語は15世紀から知られるが、それは上級審裁判（arrêt）のより一般的でない同義語にすぎず、それゆえ、司法的な決定を指すものであった。
この語は、執政政府期に行政行為（fr:acte administratif）の意味を得た。すなわち、「執政官アレテ」（arrêté des consuls）という表現の下で、アレテという言葉は、重要な効力を有し得る、後にデクレ (décret) と呼ばれることになるものにほぼ相当する文書を指していた。
19世紀の間に、「アレテ」という語は現代の意義を有することとなった。もっとも、当初はアレテを発し得る行政庁に多少の揺らぎはあった。

## 現状
アレテは、行政行為であるが、これを発し得るのは様々な行政庁である。すなわち、大統領、首相、大臣、（地域圏または県の）知事、県議会議長、地域圏議会議長、市町村間協力公施設法人の長、市町村長、公施設法人の長、独立行政機関（autorité administrative indépendante）の長または裁判所長（ただし、内部組織に関する場合のみ）である。 
アレテを発する権限には2つの根拠が存在する。
- デクレまたは法律の執行
- 官公署の長（chef de service）の権限の効力

大統領は、官公署の長（すなわち、大統領府の長）としての役割の範囲内でのみ、大統領府事務総長（Secrétariat général de la présidence de la République française）に関わる事項全般について、アレテを発することができる。